# URB (magazine)
Pour les articles homonymes, voir URB.
URB est un magazine mensuel américain, consacré à la musique électronique, au hip-hop et à tous les types de cultures urbaines. Basé à Los Angeles, en Californie, URB a été créé en 1990 par Raymond Roker (en).